# Chrysophyllum guerelianum
Chrysophyllum guerelianum – gatunek drzew należących do rodziny sączyńcowatych. Występuje na terenie Madagaskaru.